# حارة القادسية الجنوبية (صنعاء)
حارة القادسية الجنوبية هي إحدى حارات حي شرق حدين بمديرية السبعين إحد مديريات العاصمة اليمنية صنعاء، بلغ تعداد سكانها 1206 نسمة حسب تعداد اليمن لعام 2004.